# مرکز طبیعت

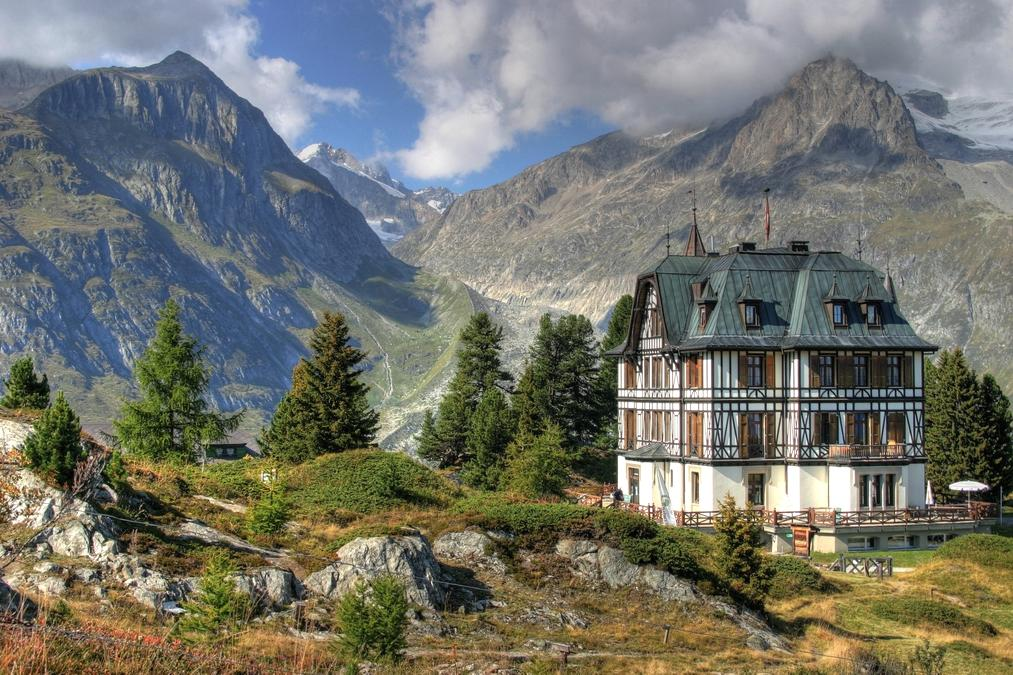
مرکز طبیعت Pro Natura در نزدیکی Aletsch Glacier (آلپ سوئیس).

مرکز طبیعت (یا مرکز طبیعی) (به انگلیسی: Nature center) سازمانی است با مرکز بازدیدکنندگان یا مرکز تفسیری که برای آموزش مردم دربارهٔ طبیعت و محیط زیست طراحی شده‌است. معمولاً در یک فضای باز حفاظت‌شده قرار دارند، مراکز طبیعت اغلب دارای مسیرهایی از طریق ملک خودشان هستند. برخی در داخل پارک ایالتی یا شهری قرار دارند و برخی دارای باغ‌های خاص یا درختستان هستند. خواص آنها را می‌توان به عنوان حفاظت از طبیعت و پناهگاه‌های حیات وحش توصیف کرد. مراکز طبیعت معمولاً جانوران کوچک زنده مانند خزندگان، جوندگان، حشرات یا ماهیان را نمایش می‌دهند. اغلب نمایشگاه‌ها و نمایشگاه‌های موزه‌ای دربارهٔ تاریخ طبیعی، یا جانوران سوارشده نگهداری‌شده یا نمای طبیعت وجود دارد. مراکز طبیعت توسط طبیعت‌گرایان حقوق‌بگیر یا داوطلب کار می‌کنند و اکثر آنها برنامه‌های آموزشی و همچنین اردوهای تابستانی، برنامه‌های گروهی پس از مدرسه و مدرسه را به همهٔ مردم ارائه می‌دهند. این برنامه‌های آموزشی به مردم دربارهٔ حفاظت از طبیعت و همچنین روش‌های علمی، زیست‌شناسی و بوم‌شناسی آموزش می‌دهند.
برخی از مراکز طبیعت اجازه ورود رایگان را می‌دهند اما کمک‌های داوطلبانه را جمع‌آوری می‌کنند تا به جبران هزینه‌ها کمک کنند. آنها معمولاً به حمایت داوطلبان اختصاصی استوار هستند.
تفاوت مراکز آموزش محیط‌زیست با مراکز طبیعت از این جهت است که نمایشگاه‌های موزه‌ای و برنامه‌های آموزشی آن‌ها عمدتاً با قرار پیشین در دسترس است، اگرچه بازدیدکنندگان عادی ممکن است اجازه داشته باشند که در محوطه آنها قدم بزنند.
برخی از پارک‌های شهری، ایالتی و ملی دارای امکاناتی شبیه به مراکز طبیعت هستند، مانند نمایشگاه‌های موزه، ژرفانما و مسیرهای پیاده‌روی، و برخی برنامه‌های آموزش طبیعت پارک را ارائه می‌دهند که معمولاً توسط یک محیط‌بان ارائه می‌شود.